# Смирнов Адріан Анатолійович
Адріан Анатолійович Смирнов (рос. Адриан Анатольевич Смирнов; 16 листопада 1908, Новгород — 6 грудня 1992, Київ) — український радянський фізик-теоретик, дійсний член АН УРСР (з 1967 року). Заслужений діяч науки і техніки УРСР (1984).

## Біографія
Народився 16 листопада 1908 року у місті Новгороді. В 1932 році закінчив Ленінградський університет. Член ВКП(б) з 1945 року. Учасник радянсько-німецької війни.
З 1949 року працював в АН УРСР (в Інституті фізики, лабораторії металофізики, з 1955 року — в Інституті металофізики); з 1970 року — віце-президент АН УРСР; з 1972 по 1989 рік — головний редактор «Українського фізичного журналу».

Могила Адріана Смирнова

Помер на 85-му році життя 6 грудня 1992 року. Похований разом з дружиною в Києві на Байковому кладовищі (ділянка № 49а, 50°24′59.90″ пн. ш. 30°30′6.10″ сх. д. / 50.4166389° пн. ш. 30.5016944° сх. д.).

## Відзнаки
Нагороджений двома орденами Трудового Червоного Прапора, медаллю «За трудову доблесть» (1950), орденом «Знак Пошани» (1953).
Державна премія УРСР у галузі науки і техніки (1978); премія імені К. Д. Синельникова АН УРСР (1981). Заслужений діяч науки і техніки УРСР (1984)).

## Наукова робота
Смирнов — автор близько 100 наукових праць; основні з них стосуються теорії металів і сталей та теорії поля, зокрема квантової теорії упорядкованих і невпорядкованих сталей, дослідження порушень кристалічної ґратки упорядкованих сталей, розсіювання нейтронів і рентґенівських променів кристалічною ґраткою сталей.

## Пам'ять

меморіальна дошка

На будівлі Інституту металофізики імені Г. В. Курдюмова НАН України, де працював Адріан Смирнов у 1950–1992 роках (Київ, бульвар Академіка Вернадського, 36) встановлено бронзову меморіальну дошку.